# كارا فاطمة
كارا فاطمة (بالتركية: Fatma Seher Erden)‏ (1888 -1955) أو لنكن أكثر رسمية فاطمة سحر رفعة، بطلة تركية متقلدة وسامًا وأظهرت دورًا بارزًا في حرب الاستقلال التركية.

## الاسم المستعار
بالمعنى الحرفي، تشير كلمة كارا إلى «الأسود» وفي بعض الأحيان تستخدم كمرادف لمصطلح «امرأة سمراء»؛ ولكن عندما تستخدم كنموذج بشري محوّر فيقصد بها عادةً «الشجاع».

## حياتها
وًلدت كارا فاطمة في أرضوم. لأب يُدعى يوسف أغا. وتوفى زوجها في الحملة القوقازية خلال الحرب العالمية الأولى. وفي عام 1919، سافرت فاطمة إلى سيواس لحضور المؤتمر الذي عقده مصطفى كامل أتاتورك (الذي كان في ذلك الحين أتاتورك). وطلبت أن يتم تجنيدها وتنضم لصفوف الجيش. ثم بعد موافقة مصطفى كامل باشا على انضمامها، شكلت جماعة ميليشية. ويقع تحت قيادتها 43 امرأة و700 رجل. وبعدها احتجزها الجيش اليوناني كسجينة. وبحسب مقابلة وردت في صحيفة تانين، أثناء سجنها الثاني، أُخذت فاطمة إلى مقر الجنرال نيكولاس تريكوبيس حيث دار حوار بينهما. غير أنها تمكنت من الفرار من السجن. وناضلت فاطمة على جبهات كثيرة منها إزميت-بورصة وإزمير. وبحسب الكاتب يلماز أزديل، كانت وحدتها تعد واحدة من أولى الوحدات التي دخلت إزمير أثناء عملية تحرير إزمير في 9 سبتمبر 1922. وتمكنت وحدتها من السيطرة على كارسياكا (شمال خليج إزمير).

## السنوات الأخيرة

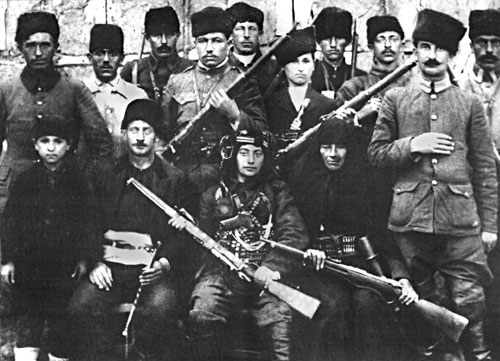
كارا فاطمة ورفاقها

على الرغم من أن الجنديات النساء لم يسمع بهن حتى عام 1919، التحقت كارا فاطمة رسميًا بالجيش كجندية، شأنها شأن أخريات (مثل خالدة أديب اديوار). وبدأت حياتها المهنية العسكرية كعريفة وانتهت كملازم أول. وبعدها تقاعدت وتبرعت بمعاشها لـ الهلال الأحمر التركي. ولفترة من الوقت، يبدو كما لو أنها تلاشت بعيدًا، ولكن في عام 1933، اكتشف أحد الصحفيين أنها تعيش في حالة فقر في دير روسي سابق بـ إسطنبول مع طفلها الأكبر. وفي عام 1944، نشرت مذكراتها. ووُفر لها عملٌ وتم تكريمها من خلال عرض ميدالية لها في الاستعراضات العسكرية التي تحدث في الأعياد الوطنية. ثم وفاتها المنية في 2 يوليو 1955 بـ دارولاسيز، (بيت يأوي الفقراء والمسنين، تديره بلدية إسطنبول منذ العصر العثماني) حيث أمضت السنوات الأخيرة من حياتها هناك.

## الإرث
مُنحت فاطمة ميدالية الاستقلال، وهي ميدالية مخصصة لأولئك الأشخاص الذين قدموا إسهامات في حرب الاستقلال التركية.